# The Lost World (Arthur Conan Doyle)
The Lost World is een sciencefiction-/avonturenroman van de Britse auteur Arthur Conan Doyle. Het boek verscheen voor het eerst in 1912, en is het eerste verhaal in een reeks over het personage Professor Challenger. De roman werd meerdere malen verfilmd.

## Inhoud
Ned Malone, een journalist voor de London Gazette, vraagt zijn baas een gevaarlijke en avontuurlijke missie voor hem te organiseren, zodat hij indruk kan maken op zijn geliefde, Gladys White. Malone krijgt de opdracht om professor Challenger te interviewen, die al minstens vijf andere journalisten de deur heeft gewezen, om uit te vinden of Challengers beweringen over zijn reis naar Zuid-Amerika op waarheid berusten.
Challenger vertelt Malone dat hij in Zuid-Amerika een plateau heeft ontdekt waar nog dinosauriërs leven. Niemand gelooft dat en hij is al jaren een mikpunt van spot vanwege zijn verhaal. Hij nodigt Malone uit om met hem een expeditie te ondernemen naar dit plateau, zodat hij kan bewijzen dat hij de waarheid spreekt. Het duo wordt vergezeld door professor Summerlee, een andere wetenschapper die graag bewijzen wil verzamelen en Lord John Roxton, een avonturier die de Amazone goed kent. Het viertal bereikt het plateau met behulp van Indiaanse gidsen, die erg bang zijn voor het gebied. Een van deze indianen, Gomez, is de broer van een man die door Roxton werd vermoord tijdens diens laatste bezoek aan de Amazone. Gomez zint op wraak. Zodra de groep op het plateau arriveert, vernielt Gomez de brug, zodat het viertal niet meer terug kan.
Terwijl de vier mannen de verloren wereld verkennen, worden ze aangevallen door pterosauriërs in een moeras. Roxton vindt wat blauwe klei, die hem erg lijkt te interesseren. Na enige omzwervingen, waarbij ze een paar keer ontsnappen aan dinosauriërs, worden Challenger, Summerlee en Roxton gevangen door een ras van aapmensen. In hun gevangenis ontdekken ze dat er in de buurt een stam mensen leeft waarmee de aapmensen in oorlog zijn. Roxton ontsnapt en beraamt samen met Malone een reddingsmissie. Ze arriveren net op tijd om de executie van Challenger en anderen te voorkomen. Daarna helpt het viertal de menselijke stam op het plateau om de aapmensen te verslaan met behulp van hun vuurwapens, die nieuw zijn voor de inheemse bevolking. Deze zijn dankbaar, maar nu ze de macht van vuurwapens kennen, willen ze niet dat de vier het plateau nog ooit verlaten. Desondanks weet de groep van het plateau door een tunnel te ontsnappen.
Terug in Engeland onthult Roxton dat zijn blauwe klei diamanten bevat ter waarde van £ 200.000. Hij verdeelt de buit onder het viertal. Challenger opent met zijn deel van de diamanten een museum, Summerlee gaat met pensioen om fossielen te categoriseren en Roxton maakt plannen voor een volgend bezoek aan de 'verloren wereld'. Malone keert terug naar Gladys, maar ontdekt dat ze tijdens zijn afwezigheid is getrouwd met een kantoorklerk. Daar hij nu niets meer heeft in Londen, biedt hij aan met Roxton mee te gaan op diens reis.

## Bewerkingen
De roman werd meerdere malen verfilmd. De eerste keer in 1925, met Wallace Beery als professor Challenger. Deze versie werd geregisseerd door Harry O. Hoyt en was een mijlpaal op het gebied van stop-motion. Begin jaren 40 werd de roman bewerkt tot een hoorspel door John Dickson Carr en uitgezonden door de BBC. De tweede verfilming van de roman werd uitgebracht in 1960. Daarna werd het boek nog verfilmd in 1992, 1998 en 2001. De versie uit 1992 kreeg een vervolg getiteld Return to the Lost World. In 1999 werd de roman verwerkt tot een televisieserie, die drie seizoenen liep.